# Про що тирса шелестіла…
«Про що тирса шелестіла…» — драматичний твір (трагедія) українського письменника Спиридона Черкасенка. Написаний у 1916 році. Окремо твір вперше був виданий 1918 року у Києві.
Трагедія «Про що тирса шелестіла…» присвячена «велетневі рідної сцени Миколі Садовському». ЇЇ було вперше поставлено в листопаді 1916 року в київському театрі М. Садовського.

## Дійові особи
- Іван Сірко, отаман кошовий.
- Софія, його жінка.
- Роман, син.
- Пеньок, старий запорожець, сторож на пасіці.
- Лесь, свинар.
- Оксана Орлівна.
- Килина Орлівна.
- Перша, друга і третя жінки.
- Парубки, дівчата.
- Кудлай, військовий суддя.
- Шило, військовий осавула.
- Перепелиця, військовий писар.
- Ґедзь, старий дід-січовик.
- Запридух, старий дід-січовик.
- Крижаний, старий дід-січовик.
- Ярема, козак.
- Ясько, Сірків джура.
- Запорожці, татарин, турчин.

## Сюжет
Полудень. Над річкою. Праворуч видно частину пасіки Сірка, ліворуч — узлісся, що яром спускається в галявину. З лісу лунають спів і вигуки молоді, що зібралися святкувати весняне свято. Під одним з кущів сидить Килина, плете вінок із тирси і співає. Дівчину підслуховує Лесь  і каже, щоб та кохала лише його і забула про Петра. Лесь з Килиною чують, як хтось розмовляє — то Роман, який признається в коханні Оксані, але та над ним  глузує. Лесь каже, що вже декілька днів у степу татарів бачив. Оксана чує якийсь звук, бере зброю і йде; пролунали постріли — і татарина вбито. Тут знайомиться Оксана з отаманом Сірком (які сподробалися одне одному), що не був вдома вже сім років.
Дівчина мріє втекти на Січ. Їй приснився сон, в якому один чоловік закоханий у двох принцес, але не знає, котру з них обрати. Перша — лагідна і ніжна, друга — буревій. Перша, на глум, каже, щоб той кохав її одну, а другу вбив, інша ж каже, що поки сестра ще жива: «... ти кохать мене не смій». Лицар першу сестру вбив, а з другою зажив, але кохав таки першу сестру. Це все вільний вітер білій тирсі шепотів. А в кінці сну сказав, що про царівен він збрехав, що то дві душі були, яких він в грудях тримав.
Роман побачив, як, заспокоюючи, обіймає і цілує його кохану її батько. Вранці дізнаються, що багато молоді (Роман і Оксана в тому числі) втікає на Січ. Їде й Сірко туди, хоч обіцяв вже бути вдома, зажити спокійним життям.
На Січі стався бунт: якимось чином татари напали на козаків, але їх усіх (13,5 тис. турків) вбили. Це був справжній тріумф Сірка. На Січі усі тішилися, але й пам'ятали, що є зрадник, який тих турків провів. Сірко каже, що йому вже час додому, бо й так усі руки в крові. Люди переконують залишитися, бо вже від Сіркового одного імені турки, польський та московський цар лякаються, що не час йому йти, коли хан буде готувати помсту. У цей час до Сірка заходить Шевчик (Оксана, яка передягнена у чоловічий одяг) і теж переконує його нікуди не йти. Коли ж Сірко з Оксаною залишаються наодинці, дівчина вмовляє його йти на гетьмана — лише тоді можна буде спинитися. Дівчина також повідомляє, що знає зрадника: ним виявляється Роман, який зробив це заради помсти. Сірко просить, щоб та відвела Романа в поле і відпустила (хоч Оксана й була проти).
У кінці трагедії козаків, які були у полоні в Криму і жили там довгий час, вирішили відпустити, вірячи, що вони повернуться в Україну. Та ті побігли назад до Криму. Їх усіх вбили. Виявилося, що серед них був і Роман. Батько в горі.
Сцена вдома: усе, як завжди, лише під калиною Романова могила. Жінки стоять біля неї й роздумують, чи оспіває її піп, бо так і не знають, чи Роман був ще хрещеним, чи вже був бусурманом. Батько з горя збожеволів. Килина плете вінок і каже, що найбільший ворог живе в серці, і його треба вбити. Сірко вирішив, що потрібно робити загін із усіх людей — і йти вбивати тих, хто «сіє червоні квіти». Виявилося, що це Оксана вбила Романа. Сірко застрілює її — і вмирає сам.

## Історична основа твору
У передмові Спиридон Черкасенко попереджує, що читач, який захоче знайти істурочну достовірність у творі, буде розчарований. Усі історичні особи взяті автором «не для популяризації їх зо сцени, а — як живі символи до втілення певних ідей (Сірко — боротьба в людині двох початків — звірячого й духового; в образах Оксани й Килини — вираз тих початків; Сірчиха — клопітна буденщина, нездатна піднестись над життям, і т. д.); епоха і історичні події для драматурга тільки тло, на якому оживають його власні образи».
Символи драматургії Спиридона Черкасенка, крім того, що вони національно закодовані, по суті, завжди стають мистецьким виразом гострих суспільних, соціальних проблем. Незважаючи на тенденцію у художньому мисленні письменника до абстрагування від реальної дійсності, саме історичні та конкретні життєві (локальні, побутові, психологічні) фактори коригують вчинки й дії героїв, роблять їх переконливими і  сприйнятливішими для читача. Тобто символи драми «Про що тирса шелестіла...» завжди так чи інакше, більшою чи меншою мірою імпульсуються конкретикою життя, втілюють у собі не просто певну ідею, а ідею суспільну..
Сірко Іван (між 1605—1610 — 1680) — кошовий отаман Запорозької Січі. Був учасником Визвольної війни 1648—1654 рр. під керівництвом гетьмана Богдана Хмельницького. Вів довготривалу боротьбу з кримськими татарами, організовував успішні походи на Кримське ханство і Причорноморські османській фортеці, під час яких визволяв з неволі полонених. Користувався великою популярністю серед народу. Його художній образ відтворено в народних переказах і думах, в образотворчому мистецтві XIX—XX ст.
С. Черкасенко не ставив своїм завданням відтворити на сцені історичний образ Івана Сірка. Його герой — художня особистість, що страждає від власного роздвоєння, в ньому синтезовано боротьбу двох начал в людині — добра і зла, ідеального, духовного і низького, грубо матеріального.